# 斯滕切尼鄉
46°59′N 25°14′E / 46.983°N 25.233°E
斯滕切尼鄉（羅馬尼亞語：Comuna Stânceni, Mureș），是羅馬尼亞的鄉份，位於該國中部，由穆列什縣負責管轄，面積125平方公里，海拔高度998米，2007年人口1,540，人口密度每平方公里12人。